# Eaton Hastings
 (septembre 2023).
Eaton Hastings est une paroisse civile et un village de l'Oxfordshire, en Angleterre.